# 塔美爾區
泰米尔（羅馬化：Thamel），是尼泊爾首都加德滿都的商業和觀光業中心。
從40年前開始，這里是嬉皮士與藝術家造訪尼泊爾時經常逗留的地方，也是很多低預算旅遊的熱點和尼泊爾登山旅遊的大本營。
在2011年9月28日，泰米尔区安裝wi-fi，成為尼泊爾第一個可無線上網的地区。
它也被認為是尼泊爾的紅燈區，妓院以按摩室為幌子經營。